# X Japan-diszkográfia
Az X Japan japán heavy metalegyüttes 2023 szeptemberével bezárólag összes öt stúdiólemezt, egy középlemezt és 25 kislemezt adott ki. Pályafutásuk során mintegy 30 millió lemezt adtak el.

## Stúdióalbumok
| Év   | Adatok                                                              | Oricon-helyezés                 | Oricon-helyezés     | Eladás                         | RIAJ-minősítés   |
| Év   | Adatok                                                              | Heti                            | Éves                | Eladás                         | RIAJ-minősítés   |
| ---- | ------------------------------------------------------------------- | ------------------------------- | ------------------- | ------------------------------ | ---------------- |
| 1988 | Vanishing Vision - Kiadás dátuma: 1988. április 14. - Kiadó: Extasy | 19 (albumlista) 1 (indie lista) | 78 (CD, 1990)       | - JAP: 171 030 vagy 800 000    | —                |
| 1989 | Blue Blood - Kiadás dátuma: 1989. április 21. - Kiadó: CBS/Sony     | 6                               | 63 (1989) 28 (1990) | - JAP: 712 000 vagy 1 000 000+ | - platina        |
| 1991 | Jealousy - Kiadás dátuma: 1991. június 1. - Kiadó: Sony             | 1                               | 12 (1991) 62 (1992) | - JAP: 1 113 000               | - milliós eladás |
| 1996 | Dahlia - Kiadás dátuma: 1996. november 4. - Kiadó: Atlantic         | 1                               | 50                  | - JAP 648 080                  | - platina        |

## Középlemezek
| Év   | Adatok                                                             | Oricon-helyezés | Oricon-helyezés | Eladás                      | RIAJ-minősítés |
| Év   | Adatok                                                             | Heti            | Éves            | Eladás                      | RIAJ-minősítés |
| ---- | ------------------------------------------------------------------ | --------------- | --------------- | --------------------------- | -------------- |
| 1993 | Art of Life - Kiadás dátuma: 1993. augusztus 25. - Kiadó: Atlantic | 1               | 28              | - JAP: 600 000+ - KOR: 7908 | - platina      |

## Koncertalbumok
| Év   | Adatok                                                                                                | Oricon-helyezés | Oricon-helyezés | Eladás  | RIAJ-minősítés |
| Év   | Adatok                                                                                                | Heti            | Éves            | Eladás  | RIAJ-minősítés |
| ---- | --- | --------------- | --------------- | ------- | -------------- |
| 1995 | On the Verge of Destruction 1992.1.7 Tokyo Dome Live - Kiadás dátuma: 1995. január 1. - Kiadó: Ki/oon | 3               | 69              | 335 590 | - arany        |
| 1997 | Live Live Live Tokyo Dome 1993-1996 - Kiadás dátuma: 1997. október 15. - Kiadó: Polydor               | 3               | 90              | 283 970 | - arany        |
| 1997 | Live Live Live Extra - Kiadás dátuma: 1997. november 5. - Kiadó: Polydor                              | 13              | —               | 32 310  | —              |
| 1998 | Live in Hokkaido 1995.12.4 Bootleg - Kiadás dátuma: 1998. január 21. - Kiadó: Polydor                 | 20              | —               | 38 940  | —              |
| 1998 | Art of Life Live - Kiadás dátuma: 1998. március 18. - Kiadó: Polydor                                  | 20              | —               | 41 170  | —              |
| 2001 | The Last Live - Kiadás dátuma: 2001. május 30. - Kiadó: Polydor                                       | 7               | —               | 92 780  | —              |

## Válogatásalbumok
| Év   | Adatok | Oricon-helyezés | Oricon-helyezés | Eladás                         | RIAJ-minősítés |
| Év   | Adatok | Heti            | Éves            | Eladás                         | RIAJ-minősítés |
| ---- | --- | --------------- | --------------- | ------------------------------ | -------------- |
| 1993 | X Singles - Kiadás dátuma: 1993. november 21. - Kiadó: Ki/oon                                                                                   | 2               | 36 (1994)       | 1 000 000+                     | - millió       |
| 1996 | B.O.X: Best of X - Kiadás dátuma: 1996. március 21. - Kiadó: Ki/oon                                                                             | 5               | —               | 134 510                        | —              |
| 1997 | Ballad Collection - Kiadás dátuma: 1997. december 19. - Kiadó: Polydor                                                                          | 3               | 47 (1998)       | 566 160                        | - platina      |
| 1997 | X Japan Singles: Atlantic Years - Kiadás dátuma: 1997. december 25. - Kiadó: Atlantic                                                           | 14              | —               | 102 450                        | —              |
| 1997 | Special Box - Kiadás dátuma: 1997. december 25. - Kiadó: Atlantic                                                                               | 96              | —               | 2800                           | —              |
| 1997 | Single Box - Kiadás dátuma: 1997. december 25. - Kiadó: Atlantic                                                                                | —               | —               | 4650                           | —              |
| 1999 | Star Box (X Japan-album) - Kiadás dátuma: 1999. január 30. - Kiadó: Sony                                                                        | 4               | —               | 122 330                        | —              |
| 1999 | Perfect Best - Kiadás dátuma: 1999. február 24. - Kiadó: Atlantic                                                                               | 4               | 94              | 256 440                        | - arany        |
| 2001 | Best: Fan’s Selection - Kiadás dátuma: 2001. december 19. - Kiadó: Polydor                                                                      | 13              | —               | 88 600                         | —              |
| 2005 | Complete II - Kiadás dátuma: 2005. október 1. - Kiadó: Columbia                                                                                 | 92              | —               | 3593                           | —              |
| 2014 | The World: X Japan hacu no zenszekai best (THE WORLD〜X JAPAN 初の全世界ベスト〜) - Kiadás dátuma: 2014. június 17. - Kiadó: Warner Music Japan | 2               | 82              | - 61 030 (Oricon) - 329 (Kaon) | - arany        |

## Remixalbumok
| Év   | Adatok                                                       | Oricon-helyezés | Oricon-helyezés | Eladás | RIAJ-minősítés |
| Év   | Adatok                                                       | Heti            | Éves            | Eladás | RIAJ-minősítés |
| ---- | ------------------------------------------------------------ | --------------- | --------------- | ------ | -------------- |
| 2002 | Trance X - Kiadás dátuma: 2002. december 4. - Kiadó: Polydor | 27              | —               | 27 195 | —              |

## Filmzenei albumok
| Év   | Adatok                                                         | Oricon | Oricon | Kaon | UK | Eladás                   | RIAJ-minősítés |
| Év   | Adatok                                                         | Heti   | Éves   | Kaon | UK | Eladás                   | RIAJ-minősítés |
| ---- | -------------------------------------------------------------- | ------ | ------ | ---- | -- | ------------------------ | -------------- |
| 2017 | We Are X - Kiadás dátuma: 2017. március 3. - Kiadó: Sony Music | 3      | -      | 99   | 27 | - JAP: 48 140 - KOR: 274 | —              |

## Kislemezek
| Év   | Adatok | Oricon | Oricon              | Billboard Japan Hot 100 | RIAJ-minősítés | Eladás                     | Album      |
| Év   | Adatok | Heti   | Éves                | Billboard Japan Hot 100 | RIAJ-minősítés | Eladás                     | Album      |
| ---- | --- | ------ | ------------------- | ----------------------- | -------------- | -------------------------- | ---------- |
| 1985 | I’ll Kill You - Kiadás dátuma: 1985. június 15. - Kiadó: Dada                                               | —      | —                   | —                       | —              | 1000                       | —          |
| 1986 | Orgasm (オルガスム) - Kiadás dátuma: 1986. április 20. - Kiadó: Extasy                                      | —      | —                   | —                       | —              | 1500                       | —          |
| 1989 | Kurenai (紅) - Kiadás dátuma: 1989. szeptember 1. - Kiadó: CBS/Sony                                         | 5      | 74 (1989) 67 (1990) | 20 (2017)               | platina        | 312 580 350 000 (letöltés) | Blue Blood |
| 1989 | Endless Rain - Kiadás dátuma: 1989. december 1. - Kiadó: CBS/Sony                                           | 3      | 21                  | —                       | platina        | 364 450                    | Blue Blood |
| 1990 | Week End - Kiadás dátuma: 1990. április 21. - Kiadó: CBS/Sony                                               | 2      | 32                  | —                       | platina        | 298 060                    | Blue Blood |
| 1991 | Silent Jealousy - Kiadás dátuma: 1991. szeptember 11. - Kiadó: Sony                                         | 3      | 58                  | —                       | arany          | 284 200 100 000 (letöltés) | Jealousy   |
| 1991 | Standing Sex - Kiadás dátuma: 1991. október 25. - Kiadó: Sony                                               | 4      | 87                  | —                       | arany          | 261 340                    | —          |
| 1991 | Say Anything - Kiadás dátuma: 1991. december 1. - Kiadó: Sony                                               | 3      | 33                  | —                       | platina        | 537 790                    | Jealousy   |
| 1993 | Tears - Kiadás dátuma: 1993. november 10 - Kiadó: MMG                                                       | 2      | 77 (1993) 50 (1994) | —                       | 2× platina     | 836 940                    | Dahlia     |
| 1994 | Rusty Nail - Kiadás dátuma: 1994. július 10. - Kiadó: Atlantic                                              | 1      | 28                  | —                       | platina        | 751 920                    | Dahlia     |
| 1995 | Longing: Togireta melody (Longing ～跡切れたmelody～) - Kiadás dátuma: 1995. augusztus 1. - Kiadó: Atlantic | 1      | 76                  | —                       | platina        | 476 170                    | Dahlia     |
| 1995 | Longing: Szecubó no joru (Longing ～切望の夜～) - Kiadás dátuma: 1995. december 11. - Kiadó: Atlantic       | 5      | —                   | —                       | —              | 171 550                    | —          |
| 1996 | Dahlia - Kiadás dátuma: 1996. február 2. - Kiadó: Atlantic                                                  | 1      | 72                  | —                       | platina        | 412 810                    | Dahlia     |
| 1996 | Forever Love - Kiadás dátuma: 1996. július 8. - Kiadó: Atlantic                                             | 1      | 47                  | —                       | platina        | 509 920                    | Dahlia     |
| 1996 | Crucify My Love - Kiadás dátuma: 1996. augusztus 26. - Kiadó: Atlantic                                      | 2      | —                   | —                       | arany          | 290 220                    | Dahlia     |
| 1996 | Scars - Kiadás dátuma: 1996. november 18. - Kiadó: Atlantic                                                 | 15     | —                   | —                       | —              | 100 350                    | Dahlia     |
| 1997 | Forever Love (Last Mix) - Kiadás dátuma: 1997. december 18. - Kiadó: Polydor                                | 13     | —                   | —                       | arany          | 163 050                    | —          |
| 1998 | The Last Song - Kiadás dátuma: 1998. március 18. - Kiadó: Polydor                                           | 8      | —                   | —                       | —              | 91 880                     | —          |
| 1998 | Forever Love (újrakiadás) - Kiadás dátuma: 1998. július 22. - Kiadó: Atlantic                               | 18     | —                   | —                       | —              | 42 960                     | Dahlia     |
| 1998 | Scars (újrakiadás) - Kiadás dátuma: 1998. július 22. - Kiadó: Atlantic                                      | 15     | —                   | —                       | —              | 55 440                     | Dahlia     |
| 2001 | Forever Love (újrakiadás) - Kiadás dátuma: 2001. július 11. - Kiadó: Atlantic                               | 19     | —                   | —                       | —              | 23 500                     | Dahlia     |
| 2008 | I.V. - Kiadás dátuma: 2008. január 23. - Kiadó: Extasy                                                      | —      | —                   | —                       | —              | —                          | Fűrész IV. |
| 2011 | Scarlet Love Song (Buddha Mix) - Kiadás dátuma: 2011. június 8. - Kiadó: Japan Music Agency                 | —      | —                   | 33                      | —              | —                          | —          |
| 2011 | Jade - Kiadás dátuma: 2011. június 28. - Kiadó: EMI (Észak-Amerika & Európa)                                | —      | —                   | 19                      | —              | —                          | —          |
| 2015 | Born to Be Free - Kiadás dátuma: 2015. november 6. - Kiadó: Warner Music                                    | —      | —                   | 21                      | —              | —                          | —          |
| 2023 | Angel - Kiadás dátuma: 2023. július 28. - Kiadó: Melodee Music                                              | 5      | —                   | —                       | —              | —                          | —          |

## VHS / LD / DVD
| Cím                                                                      | VHS kiadása          | LD kiadása           | DVD kiadása          | Blu-ray kiadása      | Kiadó              | Oricon |
| ------------------------------------------------------------------------ | -------------------- | -------------------- | -------------------- | -------------------- | ------------------ | ------ |
| Xclamation                                                               | 1987 augusztus       | －                   | －                   | －                   | －                 | －     |
| Xclamation                                                               | 1988                 | －                   | －                   | －                   | －                 | －     |
| Thanx                                                                    | 1989. március 16.    | －                   | －                   | －                   | CBS/Sony           | －     |
| Blue Blood Tour bakuhacu szunzen gig                                     | 1989. június 1.      | 1989. június 1.      | 2001. szeptember 5.  | －                   | Ki/oon             | －     |
| Sigeki! Visual Shock Vol. 2                                              | 1989. december 31.   | 1989. december 31.   | 2001. szeptember 5.  | －                   | Ki/oon             | －     |
| Celebration Visual Shock Vol. 2.5                                        | 1990. szeptember 1.  | 1990. szeptember 1.  | 2001. szeptember 5.  | －                   | Ki/oon             | －     |
| Sigeki 2: Jume no nakadakeni ikite (Visual Shock Vol. 3)                 | 1991. szeptember 30. | 1991. szeptember 30. | 2001. szeptember 5.  | －                   | Ki/oon             | －     |
| Say Anything: X Ballad Collection (Visual Shock Vol. 3.5)                | 1991. december 21.   | 1991. december 21.   | 2001. szeptember 5.  | －                   | Ki/oon             | －     |
| On the Verge of Destruction 1992.1.7 Tokyo Dome Live Visual Shock Vol. 4 | 1992. november 1.    | 1992. november 1.    | 2001. szeptember 5.  | －                   | Ki/oon             | －     |
| X Clips                                                                  | 1995. január 1.      | 1995. január 1.      | 2000. július 5.      | －                   | Ki/oon             | 36     |
| Dahlia the Video Visual Shock #5 Part I                                  | 1997. január 1.      | －                   | －                   | －                   | Atlantic           | －     |
| Dahlia the Video Visual Shock #5 Part II                                 | 1997. március 5.     | －                   | －                   | －                   | Atlantic           | －     |
| Dahlia Tour Final 1996                                                   | 1997. október 29.    | －                   | 2002. december 4.    | 2013. szeptember 25. | Atlantic           | 58     |
| X Japan Clips II                                                         | 2001. október 24.    | －                   | 2001. október 24.    | －                   | Atlantic           | 12     |
| The Last Live Video                                                      | 2002. március 29.    | －                   | 2002. március 29.    | －                   | Atlantic           | 7      |
| Dahlia the Video Visual Shock #5 Part I & Part II                        | －                   | －                   | 2002. december 4.    | －                   | Atlantic           | 82     |
| Art of Life 1993.12.31 Tokyo Dome                                        | 2003. szeptember 24. | －                   | 2003. szeptember 24. | －                   | Atlantic           | 9      |
| Aoi joru                                                                 | －                   | －                   | 2007. július 25.     | 2013. szeptember 25. | Geneon             | 50     |
| Siroi joru                                                               | －                   | －                   | 2007. július 25.     | 2013. szeptember 25. | Geneon             | 49     |
| Aoi joru siroi joru Complete Edition                                     | －                   | －                   | 2007. július 25.     | －                   | Geneon             | 14     |
| X Japan Returns 1993.12.30                                               | －                   | －                   | 2008. február 29.    | 2013. szeptember 25. | Geneon             | 30     |
| X Japan Returns 1993.12.31                                               | －                   | －                   | 2008. február 29.    | 2013. szeptember 25. | Geneon             | 43     |
| X Japan Returns Complete Edition                                         | －                   | －                   | 2008. február 29.    | －                   | Geneon             | 8      |
| X Visual Shock DVD Box 1989-1992                                         | －                   | －                   | 2008. július 23.     | －                   | Ki/oon             | 33     |
| X Japan Showcase in L.A. Premium Prototype                               | －                   | －                   | 2010. szeptember 6.  | －                   | Japan Music Agency | －     |
| The Last Live Complete Edition                                           | －                   | －                   | 2011. október 26.    | 2013. szeptember 25. | Geneon             | 3      |
| X Japan Blu-ray Box                                                      | －                   | －                   | －                   | 2013. szeptember 25. | Warner Music Japan | －     |